# Hachem Selami
Hachem Selami (16 de junio de 2000) es un deportista tunecino que compite en judo. Ganó una medalla de plata en el Campeonato Africano de Judo de 2021 en la categoría de –81 kg.

## Palmarés internacional
| Campeonato Africano | Campeonato Africano | Campeonato Africano | Campeonato Africano |
| Año                 | Lugar               | Medalla             | Categoría           |
| ------------------- | ------------------- | ------------------- | ------------------- |
| 2021                | Dakar (Senegal)     | Medalla de plata    | –81 kg              |